# Carlo Domenico del Carretto
Pour les autres membres des familles, voir Maison Alérame et Famille del Carretto.
Carlo Domenico del Carretto, dit le cardinal de Finale (né en 1454 à Finale Ligure en Ligurie, Italie, alors dans la république de Gênes, et mort à Rome le 15 août 1514) est un cardinal italien du XVIe siècle. Il est le fils de Giovanni Ier Lazzarino, marquis de Finale et Noli. Sa mère, Viscontina, est la fille du doge de Gênes, Barnaba Adorni.

## Biographie
Del Carretto est clerc à la curie romaine, protonotaire apostolique. Il est nommé archevêque de Cosenza en 1489 et transféré à Angers en 1491 et à l'archidiocèse titulaire de Thèbes (de) en 1499. En 1500, il est nommé abbé commendataire de Sainte-Croix de Bordeaux et en 1503 nonce en France.
Le pape Jules II le crée cardinal lors du consistoire du 1er décembre 1505. Le cardinal Carretto est nommé administrateur de Pampelune en 1507. Il est transféré à Reims en 1507 et à Tours en 1509. Il participe activement au cinquième concile du Latran. En 1513 il est nommé abbé commendataire de Grandmont (général de l'ordre de Grandmont), dont il démissionna en 1515. Del Carreto est nommé évêque de Cahors en 1514.
Il participe au conclave de 1513 lors duquel Léon X est élu.

## Pour approfondir